# Hastings (Michigan)
Hastings ist eine Stadt mit dem Status „City“ und Sitz der Countyverwaltung (County Seat) des Barry County im US-Bundesstaat Michigan. Das U.S. Census Bureau hat bei der Volkszählung 2020 eine Einwohnerzahl von 7514 ermittelt.

## Geographie
Hastings wird von Osten nach Westen vom Thornapple River durchflossen und liegt 40 Kilometer südöstlich von Grand Rapids.

## Geschichte
Im Jahr 1836 ließen sich erste Siedler in der Region nieder und nannten den Ort nach dem Bankier Eurotas P. Hastings ebenfalls Hastings. 1869 erhielt die Stadt eine Eisenbahnanbindung, die bis 1970 in Betrieb war. Die offizielle Gründung zur City of Hastings erfolgte am 11. März 1871. Das 1836 erbaute Barry County Courthouse wurde in das National Register of Historic Places aufgenommen, ebenso wie das Shriner-Ketcham House und das Daniel Striker House. Weitere historisch wertvolle Gebäude sind in der List of Michigan State Historic Sites in Barry County verzeichnet.

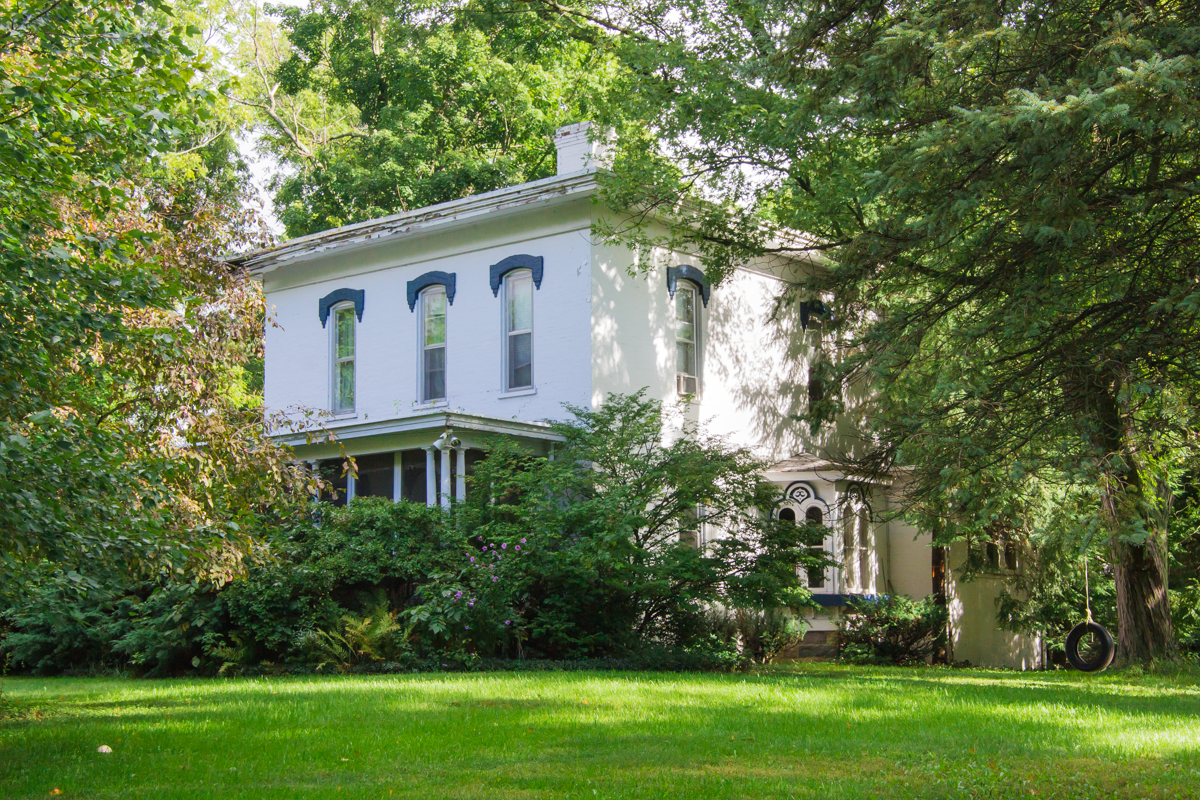
Shriner-Ketcham House
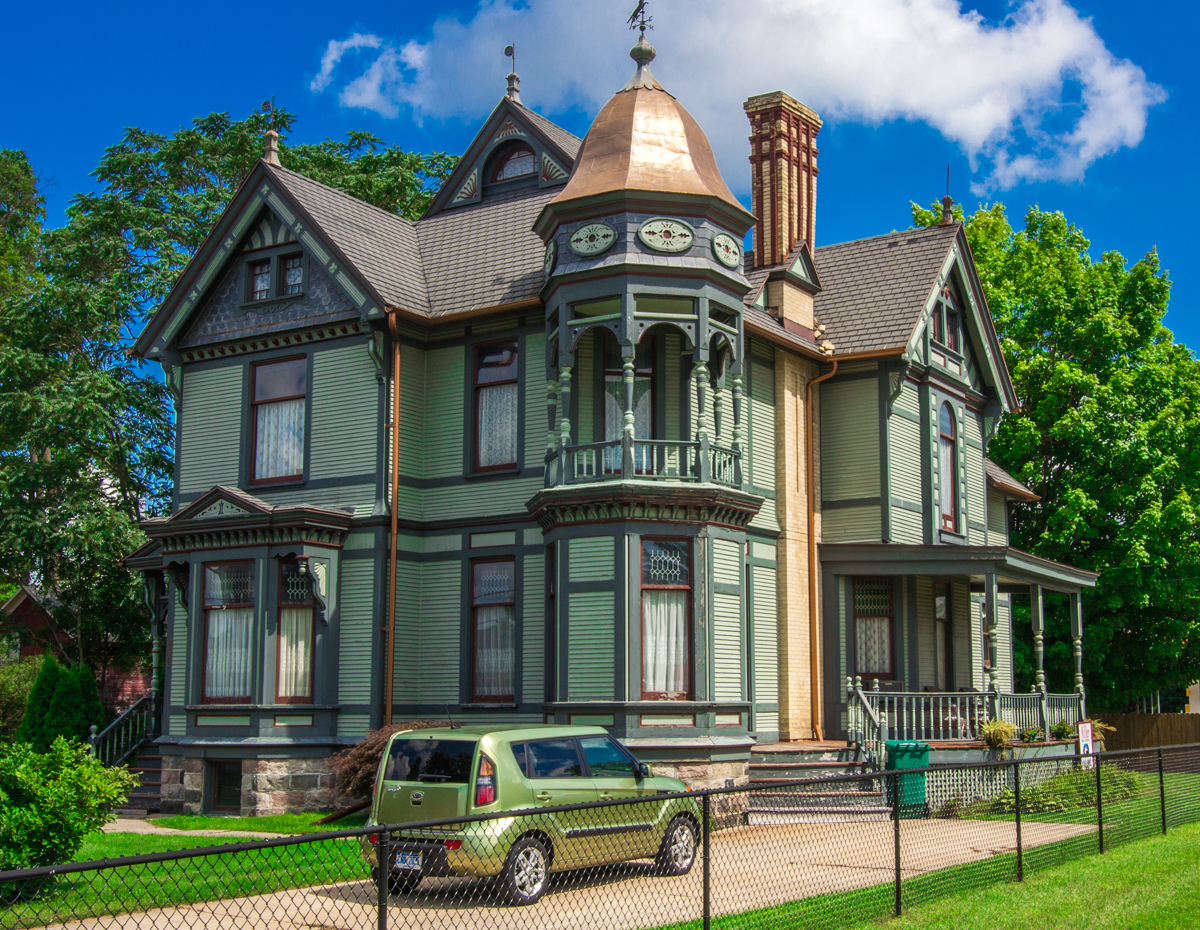
Daniel Striker House
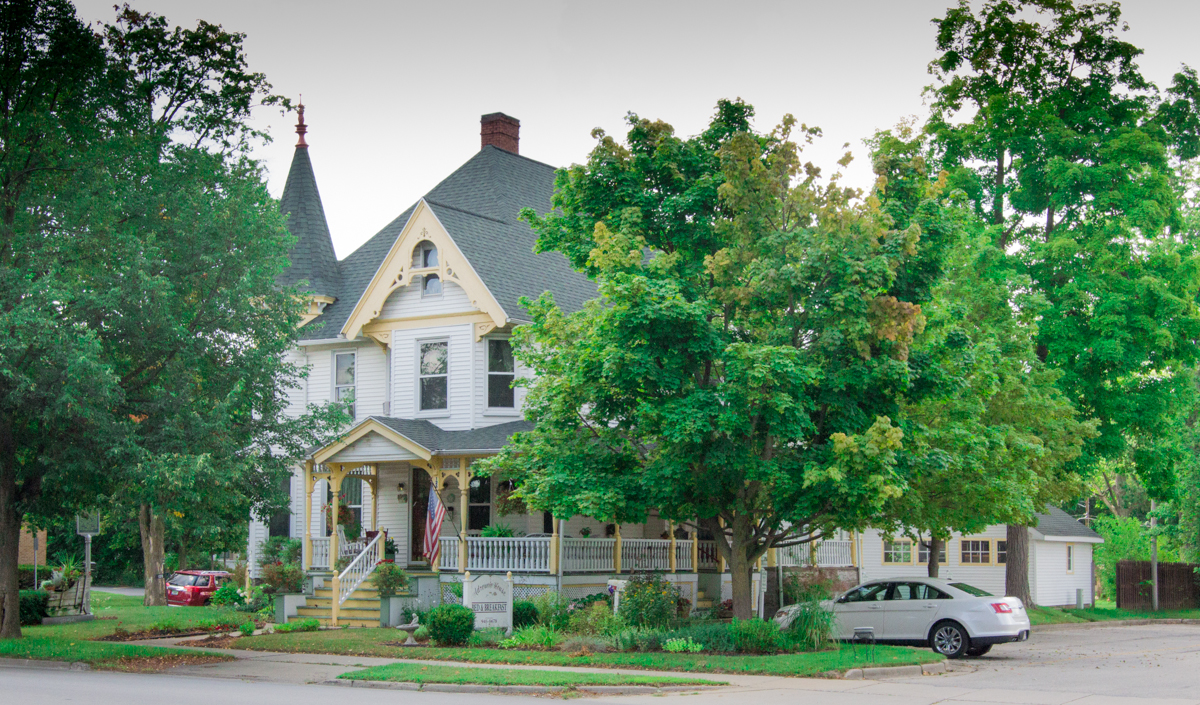
George W. Lowry House
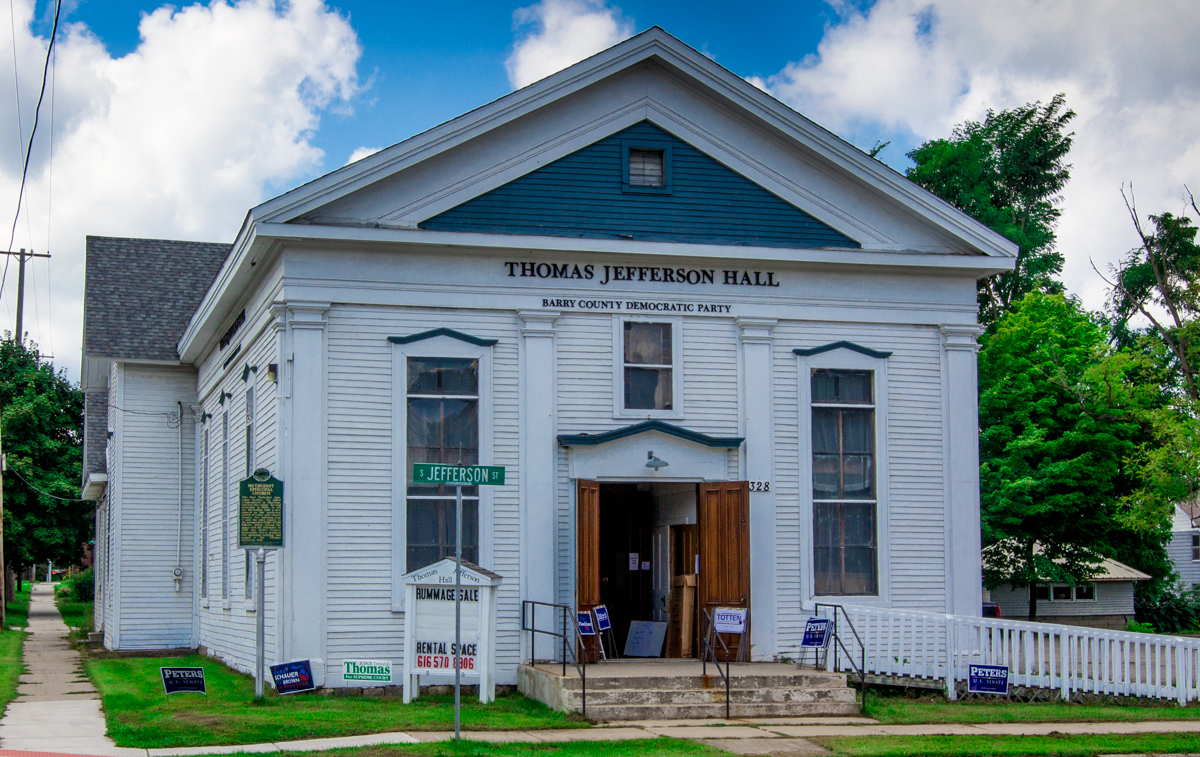
Methodist Episcopal Church

Heute ist Hastings als ruhiger und preisgünstiger Wohnsitz für Pendler, die in Grand Rapids beschäftigt sind gefragt. Zunehmend werden auch touristische Veranstaltungen organisiert, dazu zählt ein Radrennen, das teilweise über Kopfsteinpflaster führt und das in Anlehnung an den bedeutenden Frühjahrs-Radklassiker Paris-Roubaix hier Berry-Roubaix genannt wird.

## Demografische Daten
Im Jahr 2013 wurde eine Einwohnerzahl von 7304 Personen ermittelt, was eine Zunahme um 2,9 % gegenüber 2000 bedeutet.  Das Durchschnittsalter lag 2013 mit 38,8 Jahren in der Größenordnung des Wertes von Michigan, der 39,6 Jahre betrug.

## Söhne und Töchter der Stadt
- Charles Rufus Morey (1877–1955), Kunsthistoriker[6]
- Gordon Johncock (* 1936), Autorennfahrer